# Кучин, Захар Евгеньевич
Захар Евгеньевич Кучин (род. 31 октября 1997 года) — казахстанский горнолыжник, участник зимних Олимпийских игр 2022 в Пекине.

## Биография
Квалифицировался на зимние Олимпийские игры 2022 в Пекине. 13 февраля в соревнованиях по гигантскому слалому не смог дойти до финиша, сойдя с дистанции в первой попытке после пропуска ворот. 16 февраля в слаломе в первой попытке показал результат 1:03.68 (43-е место), во второй попытке — 58,98 (37-е место), заняв в итоговом протоколе 36-ю позицию.